# Замчиско

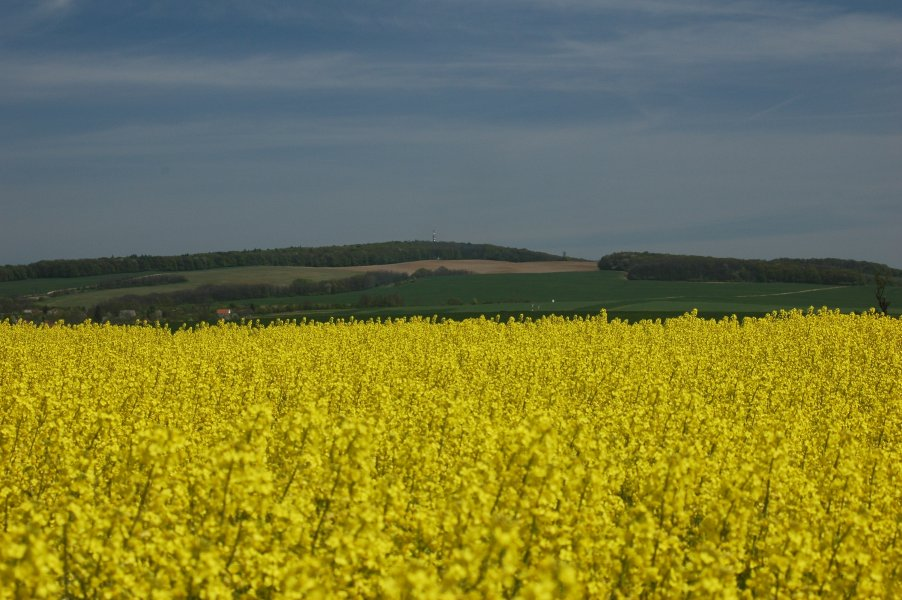
Замчиско

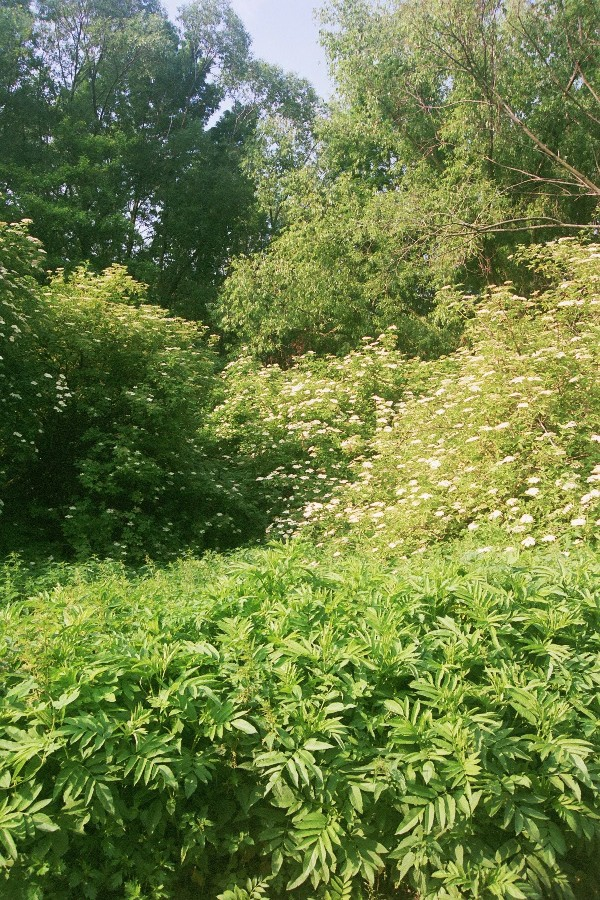
Замчиско, лес

Замчиско (словац. Zámčisko) — центральная и одновременно наивысшая часть Хвойницкой возвышенности на западе Словакии. Наивысшая точка — г. Замчиско (434 метров над уровнем моря, 48°44′09″ с. ш. 17°15′03″ в. д.), расположенная у деревни Унин. Гора Замчиско является археологическим памятником. На неё ведёт туристическая тропинка из Унина. На юго-западе граничит с Унинской возвышенностью, на юго-востоке с Сеницкой возвышенностью. 
Центральная часть Замчиска покрыта дубовыми лесами, на юге расположены виноградники. По территории протекает река Хвойница, Унинский поток и прочие притоки Миявы.